# Mežiška dolina
Mežiška dolina je pokrajina ob reki Meži na Koroškem.
Dolina je v zgornjem delu vrezana z Olševo in Peco med vzhodne Karavanke, z Raduho in Smrekovcem v Savinjske Alpe, v spodnjem delu pa se dotika vznožja Pohorja.
Ozka dolina se v zgornjem delu nekoliko razširi le ob sotočju Meže z  Javorskim potokom , kar je omogočilo nastanek rudarskega naselja Črna na Koroškem in nižje ob sotočju potoka  Šumec , kjer se je razvilo rudarsko naselje Mežica. Med Prevaljami in Ravnami je reka oblikovala do 1 km široko dolino. Nizvodno se dolina ponovno razširi šele v stiku z Mislinjsko dolino, to je na območju treh dolin ali t. i. koroškega kota.
V Mežiški dolini so ležišča železove rude na območju Strojne, cinka in svinca v okolici Mežice in premoga na Lešah, kar je omogočilo industrializacijo doline. Fužinarstvo se je v Črni razvilo v začetku 17. stoletja, pozneje pa še železarstvo na Ravnah in Prevaljah ter doseglo velik razmah v 19. stoletju. Konec 19. stoletja so železarne na Prevaljah ustavile proizvodnjo, kar je prizadelo tudi premogovnik v Lešah, ki so ga 1934 dokončno zaprli.
Nahajališča cinkove in svinčeve rude so omogočila nastanek in razvoj  Rudnikov svinca in topilnice Mežica , strupeni plini pa so močno onesnaževali okolje in preprečevali rast gozdov v zgornji Mežiški dolini, najhuje na območju topilnice v Žerjavu.
Mežiška dolina je bila v minulih stoletjih močno izsekana, saj sta rudarstvo in industrija potrebovali veliko lesa. V veleposestniških gozdovih so sekali na golo, gozdne površine so se zmajnševale tudi zaradi paše in požigalništva, s katerimi so pridobivali obdelovalne površine.